# Le Chesnay-Rocquencourt
Le Chesnay-Rocquencourt ist eine französische Gemeinde mit 31.064 Einwohnern (Stand: 1. Januar 2022) im Département Yvelines in der Region Île-de-France und gehört zum Arrondissement Versailles und zum Kanton Le Chesnay-Rocquencourt.
Sie entstand als Commune nouvelle per 1. Januar 2019 durch die Fusion der bisherigen Gemeinden Le Chesnay und Rocquencourt auf der Grundlage eines Dekrets vom 29. November 2018. Der Verwaltungssitz befindet sich in Le Chesnay.

## Gliederung
| Ortsteil                     | ehemaliger INSEE-Code | Fläche (km²) | Einwohnerzahl (2022) |
| ---------------------------- | --------------------- | ------------ | -------------------- |
| Le Chesnay (Verwaltungssitz) | 78158                 | 4,24         | 27.324               |
| Rocquencourt                 | 78524                 | 2,78         | 03.740               |

## Geografie
Le Chesnay-Rocquencourt liegt etwa 17 Kilometer westlich von Paris und wird umgeben von den Nachbargemeinden Louveciennes im Norden und Nordwesten, La Celle-Saint-Cloud im Norden, Vaucresson im Osten und Nordosten, Versailles im Süden sowie Bailly im Westen.
Die Route nationale 184 und Route nationale 186 führen durch die Gemeinde und die Autoroute A 13 am Nordrand der Gemeinde entlang.

## Geschichte
1815 kam es bei Rocquencourt zu einem Gefecht zwischen preußischen Husaren und französischen Dragonern. Dabei obsiegten die französischen Truppen. Bei Rocquencourt findet sich eine Gedenkstätte an dieses Kriegsereignis.
Im Gemeindegebiet (im Ortsteil Rocquencourt) befand sich einstmals das Supreme Headquarters Allied Powers Europe.

## Sehenswürdigkeiten

### Le Chesnay
- Kirche St. Antonius, 1910 errichtet
- Kirche Saint-Germain von 1805
- Kirche Notre-Dame-de-la-Résurrection, 1970 errichtet
- Mormonentempel Paris
- Schloss Le Grand Chesnay mit Park

### Rocquencourt
- Schloss Rocquencourt
- Uhrenturm
- Arboretum von Chèvreloup

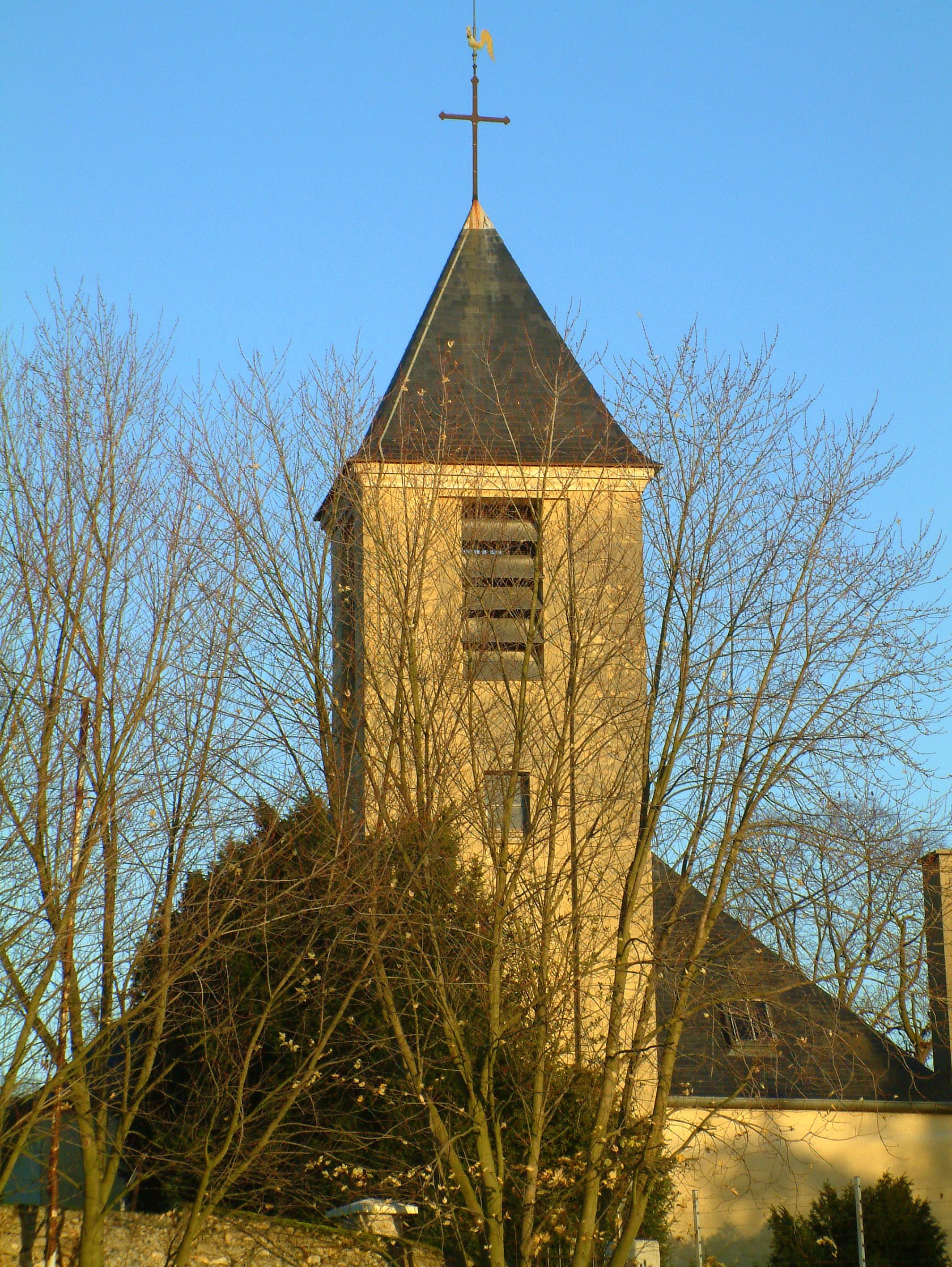
Kirche Saint-Germain
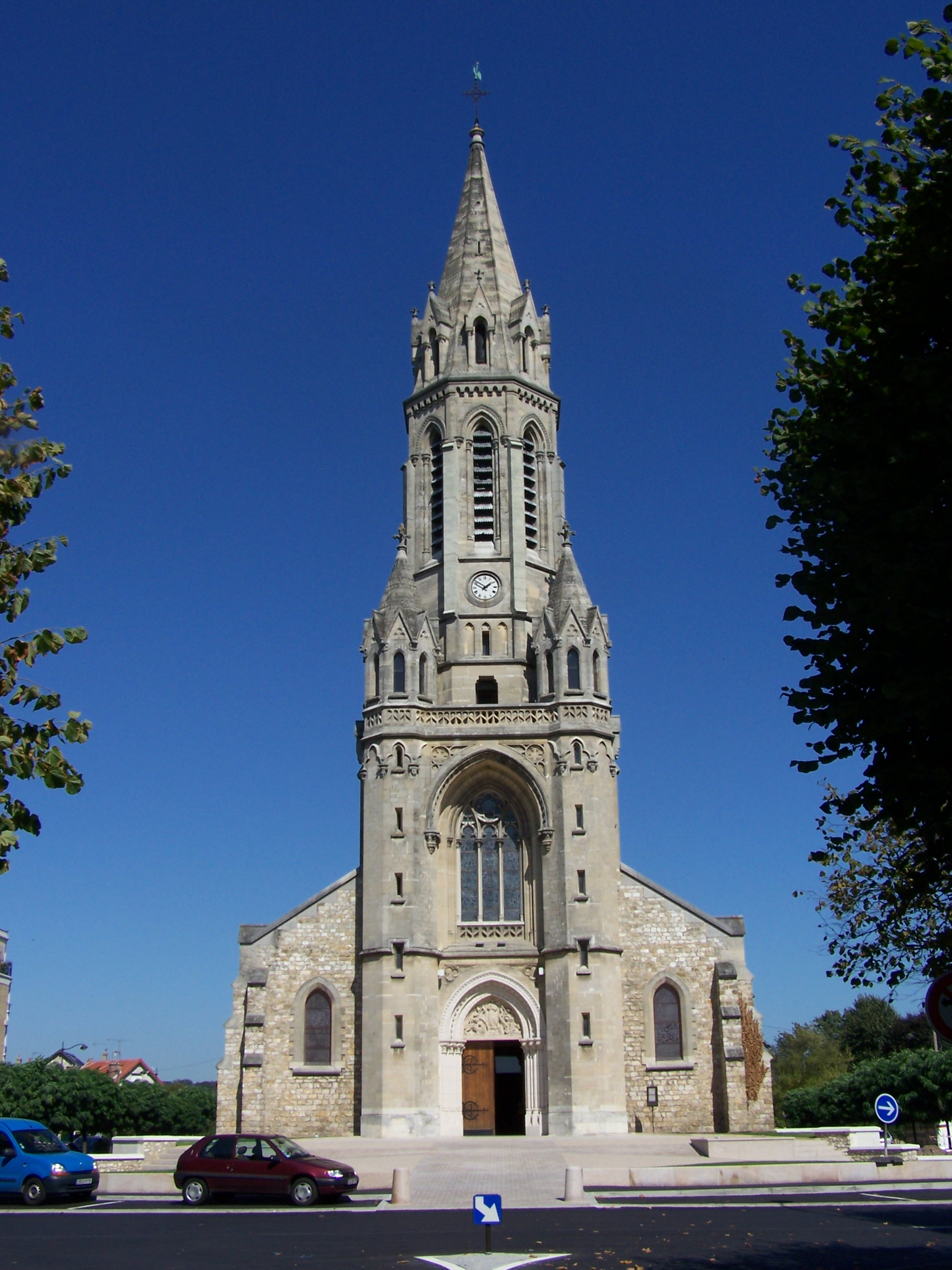
Kirche Saint-Antoine-de-Padoue
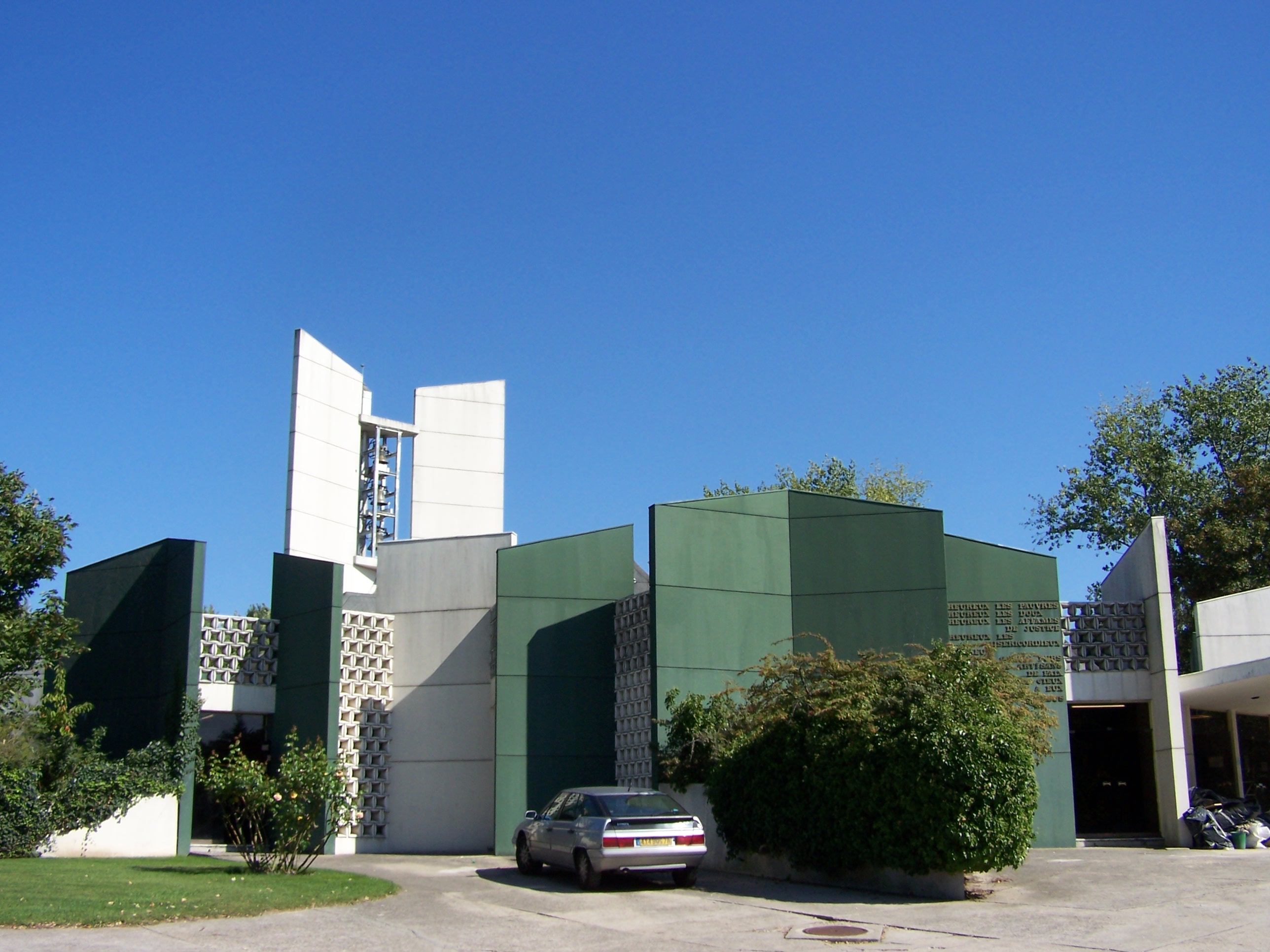
Kirche Notre-Dame-de-la-Résurrection
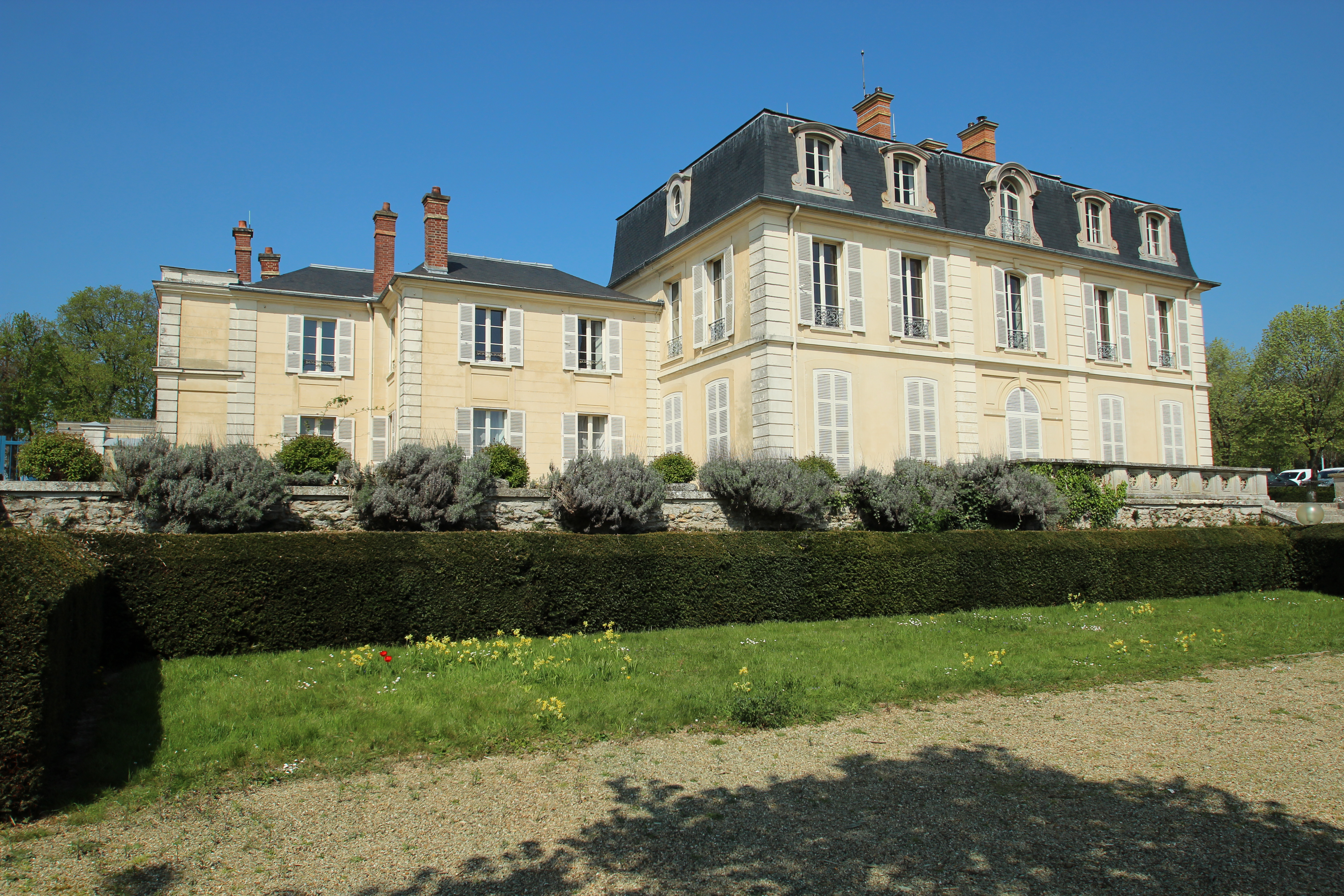
Schloss Le Grand Chesnay
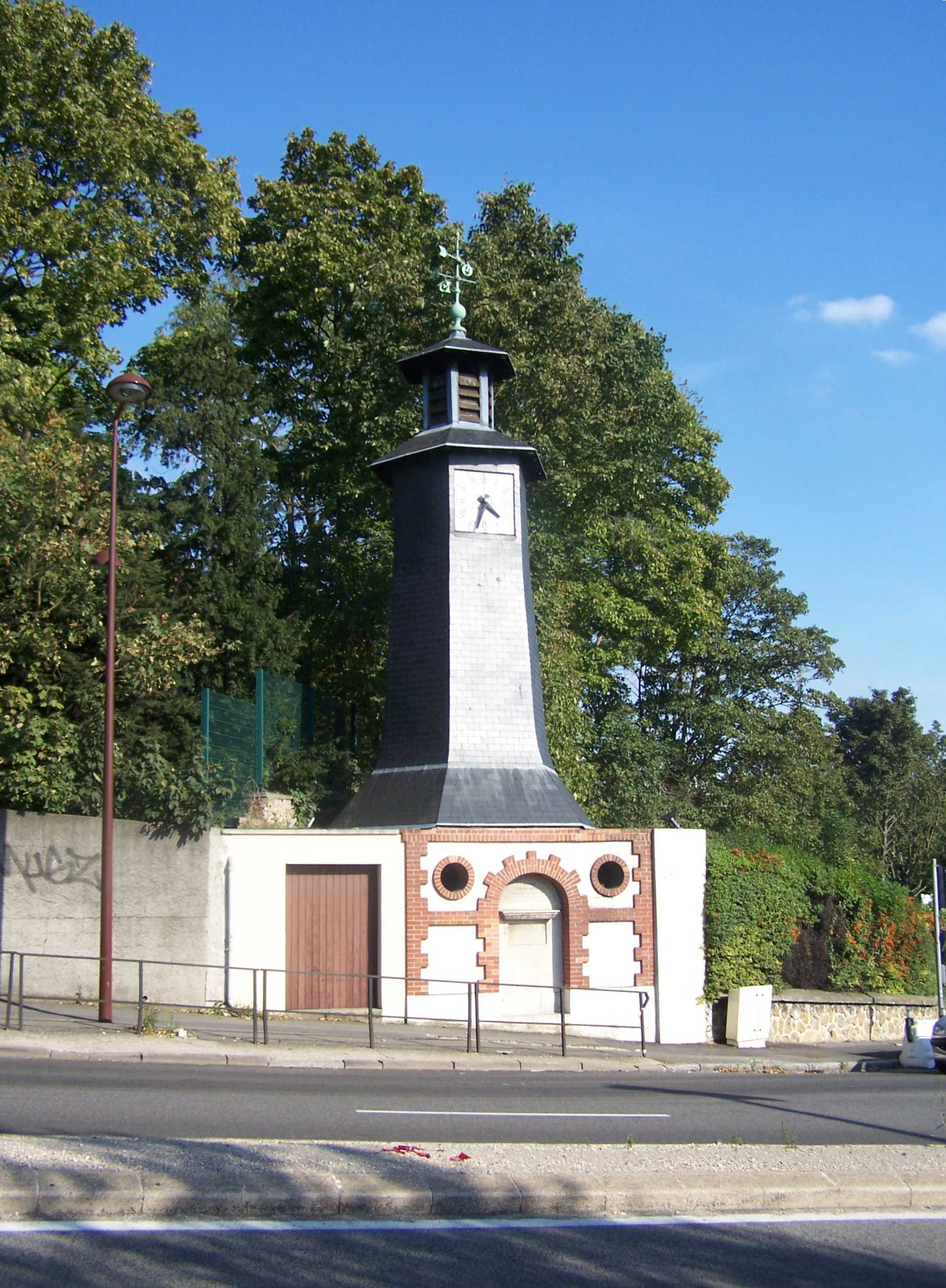
Uhrenturm von Rocquencourt
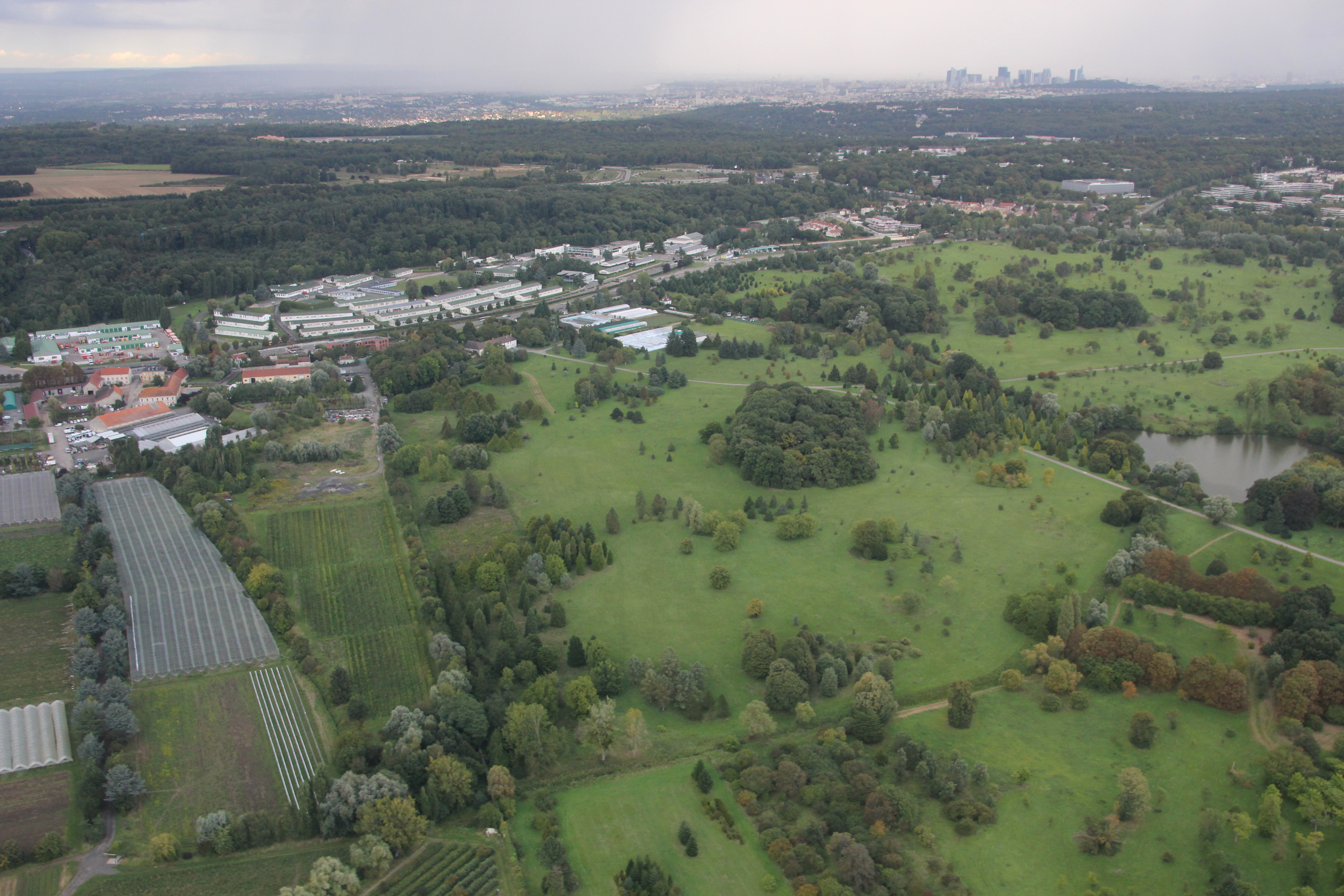
Arboretum von Chèvreloup

## Persönlichkeiten
- Auguste Bravais (1811–1863), Physiker
- Charles Valérand Ragon de Bange (1833–1914), Oberst der Artillerie und Schöpfer des französischen Geschützsystems Anfang des 20. Jahrhunderts
- Bernard-Pierre Donnadieu (1949–2010), Schauspieler und Synchronsprecher
- Pierre-Max Dubois (1930–1995), Komponist
- Nicolas Anelka (* 1979), Fußballspieler
- Tristan Gommendy (* 1980), Rennfahrer
- Kevin Staut (* 1980), Springreiter
- Laura Georges (* 1984), Fußballspielerin
- Thomas Baroukh (* 1987), Leichtgewichts-Ruderer
- Youssouf Sabaly (* 1993), Fußballspieler
- Benoît Kounkoud (* 1997), Handballspieler

## Partnergemeinden
Le Chesnay pflegt eine Gemeindepartnerschaft mit der hessischen Kreisstadt Heppenheim (Bergstraße).
Seit 2000 verbindet Rocquencourt eine Partnerschaft mit Schönaich in Baden-Württemberg, die 2019 aufgrund der Kommunalreform auf die Gesamtstadt erweitert wurde.